# Мрамба (Гульрипшский район, Цебельда)
Мрамба (абх. Мрамба, груз. მრამბა) — село в Абхазии, в Гулрыпшском районе частично признанной Республики Абхазия, согласно административному делению Грузии — в Гульрипшском муниципалитете Абхазской Автономной Республики. К северо-востоку находится село Цабал (Цебельда).  В селе находятся руины раннесредневекового христианского храма — одноапсидной базилики.

## Население
В 1959 году в селе Мрамба жило 178 человек, в основном грузины (в Цебельдинском сельсовете в целом — 2225 человек, в основном армяне, а также грузины). В 1989 году в селе жило 35 человек, также в основном грузины.